# Spoorlijn Dublin - Waterford
De spoorlijn Kildare - Waterford is een spoorlijn in Ierland. De lijn loopt van Kildare naar Waterford. Tussen Dublin en Kildare maakt de lijn gebruik van de hoofdlijn Dublin - Cork.